# 马甸清真寺
39°58′10.3″N 116°22′42.1″E / 39.969528°N 116.378361°E

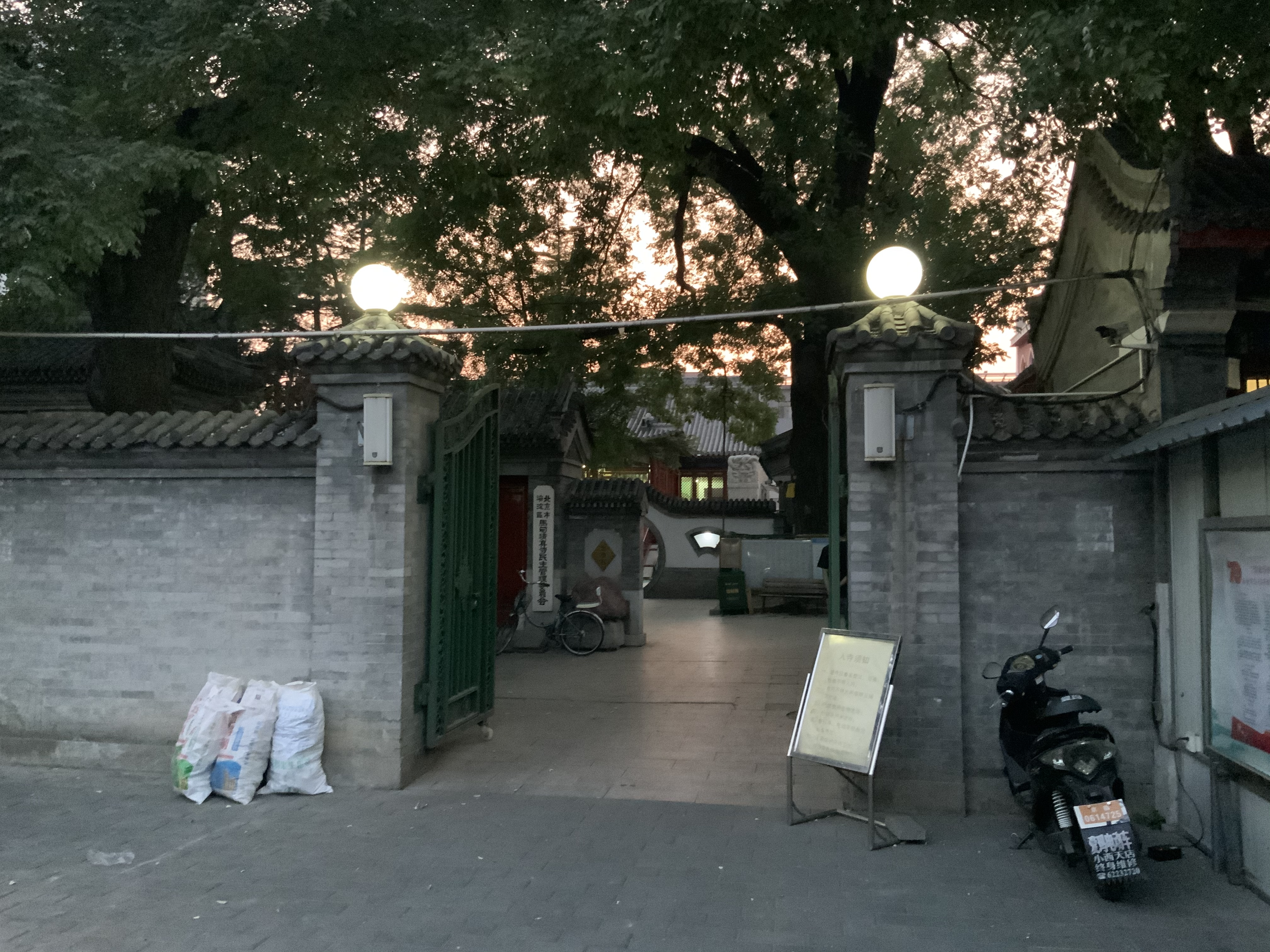
马甸清真寺（2019年）

马甸清真寺，位于北京市海淀区马甸南路7号，是一座伊斯兰教清真寺。

## 简介
马甸，原名马店，在德胜门外，为回族聚居区。马甸位于德胜门外关厢以北，京藏高速公路以西，南起北京北三环，北到元大都城垣遗址公园。明朝建北京城后，马甸便是从德胜门北通清河、沙河、昌平、十三陵、古北口、延庆、张家口的要道。明清时期，每年从北方和西北来为朝廷进贡的马队，将马中的上等选为御马进贡皇家，次等分赠文武百官，淘汰下来的马匹作为民用就地出售。贩运马、牛、羊、骆驼的客商也常在马甸住宿。马甸自然形成交易市场。马甸的回族大多来自西北，特别是陕西。因马、牛、羊、骆驼行业扩大，马市迁到德胜门外关厢（鼎盛时期有马店48家），牛店迁到北小关，羊店集中在马甸，北京民间曾流传“马甸无羊市无肉。”
马甸清真寺创建于清朝康熙年间。道光三十年（1850年）重修，当地13家羊店及各界人士捐银计三千多两。重修完工之后，16间大殿前有九级台阶，大殿门柱上有穆罕默德训义的抱柱联：“生天生地更生生，化人化物能化化。”大殿内有窑殿，大殿外尚有其他房屋21间，左边为讲学经堂，右边为清真小学讲堂及乡老起居所。重修完成后，撰立《重修京都德胜门外马甸礼拜寺碑记》，如今该石碑仍立在寺内。
1920年代到1930年代，马甸回民在西村建立清真女寺，胡师娘传经领拜。从清朝到1945年，马甸清真寺一直开办大学，讲授《古兰经》并培训阿訇。清真寺的经费来源主要有三种：马甸羊店每出售一只羊，清真寺收取买卖双方各一分钱；回民住户按月向清真寺交供给；清真寺出租土地百余亩。
1958年，马甸清真寺停止宗教活动，改为工厂，阿訇们参加生产。文革中红卫兵破四旧，拆毁清真寺垂花门及大殿蓝色琉璃顶子，将瓷花大鱼缸、明代古玩、地毯、大铜香炉拉走。古柏也遭到砍伐。
中共十一届三中全会后，中共中央、国务院两次发布专门文件，指示各级政府贯彻落实民族宗教政策。1980年，西村女寺被收回，成立回民服务所，又改建为三层楼房的回民托儿所。后来，马甸清真寺收回寺产，恢复原貌，并恢复宗教活动，通过出租部分房屋及开办“穆光牛羊肉店”获得日常经费。1989年，由本地乡老发起，重修了大殿和南北讲堂。